# Zorzines rubripennis
Zorzines rubripennis är en fjärilsart som beskrevs av Inoue 1988. Zorzines rubripennis ingår i släktet Zorzines och familjen nattflyn. Inga underarter finns listade i Catalogue of Life.